# Frewena maculata
Frewena maculata Richardson, 2013 è un ragno appartenente alla famiglia Salticidae.
È l'unica specie nota del genere Frewena.

## Distribuzione
Gli esemplari di questa specie sono stati rinvenuti in Australia (Territorio del Nord).

## Tassonomia
Per la determinazione delle caratteristiche di questo genere sono stati esaminati gli esemplari di F. maculata Richardson, 2013.
Dal 2017 non sono stati esaminati altri esemplari, né sono state descritte sottospecie al 2022.